# NGC 6854
NGC 6854 este o galaxie situată în constelația Telescopul. A fost descoperită în 9 iulie 1834 de către John Herschel.